# Raymond Aron

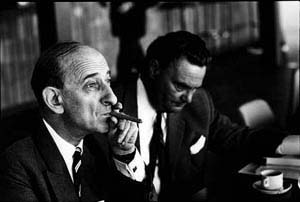
Raymond Aron (1966)

Raymond Aron (Parijs, 14 maart 1905 – aldaar, 17 oktober 1983) was een Frans socioloog, politiek filosoof en journalist. Hij is de bekendste en grootste liberale Franse denker van de 20e eeuw, en de tegenstrever van Jean-Paul Sartre.

## Levensloop
Hij behaalde zijn diploma (baccalauréat) aan het Lycée Condorcet. Vervolgens studeerde hij aan de prestigieuze École normale supérieure (rue d'Ulm), waar hij samen met o.a. Sartre studeerde. Daarnaast heeft hij ook gestudeerd aan het Institut d'Etudes Politiques de Paris en deed hij onderzoek voor zijn 'thèse' in Keulen en Berlijn tussen 1930 en 1933, waar hij getuige was van de opkomst van het nationaalsocialisme en de daarmee gepaard gaande publieke boekverbrandingen. Hij studeerde af bij Celestin Bouglé en werd in zijn geschiedfilosofische denken vooral beïnvloed door het Neokantianisme van Léon Brunschvicg.
In 1939 ging hij doceren aan de Universiteit van Toulouse, maar na de Duitse inval in Frankrijk in 1940 vluchtte hij naar Londen. Hoewel hij niet praktiserend was, beschouwde hij zijn joodse afkomst niettemin als een mogelijk levensbedreigende factor. Hij voegde zich bij de door Charles de Gaulle geleide Vrije Fransen in ballingschap, maar werd ook redacteur van het blad La France libre, dat zich onafhankelijk en kritisch opstelde ten aanzien van De Gaulle. Na de oorlog richtte hij samen met Sartre het blad Les Temps modernes op en droeg bij aan het uit het verzet voortgekomen tijdschrift Combat, maar verliet beide bladen weer in 1947. Hij werd docent aan de École nationale d'administration, vervolgens aan het Institut d'Etudes Politiques en vanaf 1955 tot 1968 aan de Sorbonne. Hij bleef ook als journalist actief en schreef van 1947 tot 1977 voor Le Figaro, en daarna tot zijn dood voor het weekblad L'Express.

## Denken
Als socioloog legde Aron zich vooral toe op de analyse van de industriële samenleving, waarbij hij zich vooral op Max Weber beriep. Op politiek-filosofisch gebied toonde hij zich een klassiek liberaal. Als een van de weinige Franse filosofen van zijn generatie is hij nooit een sympathisant van het Sovjet-communisme of van het  socialisme geweest. In zijn bekendste boek, L'Opium des Intellectuels uitte hij hevige kritiek op intellectuelen die zich zonder kritisch erbij na te denken in het socialistische kamp scharen. In een ander boek, Démocratie et Totalitarisme beschreef hij hoe de overheid in de landen als de Sovjet-Unie en nazi-Duitsland de democratie in het nauw brengt. Op het gebied van internationale betrekkingen wordt Aron tot de 'realistische school' gerekend, die zich onder meer baseerde op de geschriften van Carl von Clausewitz. Dit leidde tot geruchtmakende polemieken met onder anderen Sartre, de voorman van het linkse intellectuele engagement in die tijd, maar wegens zijn pro-Amerikaanse stellingnames in de buitenlandse politiek had Aron ook met gaullistisch rechts de nodige meningsverschillen.
Zijn hele leven lang beschouwde Aron zich als een 'spectateur engagé', wat betekende dat hij vond dat hij als intellectueel een verplichting had de maatschappij kritisch te volgen en te analyseren, zonder te vervallen in ideologische denkbeelden. Na de Tweede Wereldoorlog overwoog Aron om de politiek in te gaan voor de RPF van Charles de Gaulle (met wie hij een tijd goed bevriend is geweest), maar besloot uiteindelijk daarvan af te zien.

## Werken
- La sociologie allemande contemporaine, Alcan, 1935.
- Introduction à la philosophie de l'histoire. Essai sur les limites de l'objectivité historique, Gallimard, 1938.
- Essai sur la théorie de l'histoire dans l'Allemagne contemporaine. La philosophie critique de l'histoire, Vrin, 1938.
- L'homme contre les tyrans, Editions de la Maison française, 1944.
- L'âge des empires et l'avenir de la France, Défense de la France, 1945.
- Le grand schisme, Gallimard, 1948.
- Les guerres en chaîne, Gallimard, 1951.
- L'Opium des intellectuels, Calmann-Lévy, (1955).
- La tragédie algérienne, Plon, 1957.
- Espoir et peur du siècle. Essais non partisans, Calmann-Lévy, 1957.
- L'Algérie et la République, Plon, 1958.
- La société industrielle et la guerre, Plon, 1959.
- Immuable et changeante. De la IVe à la Ve République, Calmann-Lévy, 1959.
- Dimensions de la conscience historique, Plon, 1961 (Nederlandse vertaling: De zin der geschiedenis, Het Spectrum (Aula-Boeken 116), 1963).
- Paix et guerre entre les nations, Calmann-Lévy, 1962.
- Essai sur les libertés, 1965.
- Démocratie et totalitarisme, 1965.
- Trois essais sur l'âge industriel, 1966.
- Étapes de la pensée sociologique, 1967.
- Penser la guerre, Clausewitz, 1976.
- Socialisme et sociologie de Durkheim et Weber, Stichting Duijkerlezingen, Amsterdam, 1983 (Nederlandse vertaling: Het socialisme en de sociologie van Durkheim en Weber, Van Loghum Slaterus, 1983)
- Mémoires, 1983.